# Maurizio Capone
Maurizio Capone (Napoli, 17 gennaio 1964) è un musicista, cantautore, percussionista bandleader italiano.

## Biografia
Maurizio Capone nasce artisticamente nel 1982 quando entra a far parte dei 666, band di punta della vesuwave il movimento artistico che si sviluppa dopo il terremoto del 1980 a Napoli.
Con i 666 produce nel 1983 il 45 giri I've goto to much/La chiave
nel 1987 l'LP "L'alba della fortuna", in quell'anno partecipano a Sanremo Rock
Nel 1985 è uno dei co protagonisti del film Blues Metropolitano di Salvatore Piscicelli con Pino Daniele, Tony Esposito, Peppe Lanzetta, Marina Suma, Ida Di Benedetto, Barbara D'Urso, Tullio De Piscopo, Francesco Paolantoni, Stefano Sarcinelli.
Nel 1987 è tra i cantanti della colonna sonora del film Scugnizzi di Nanni Loy.
Dal 1985 al 1987 i 666 vengono prodotti da Pino Daniele ma non verrà pubblicato nessun album ne singolo anche se più volte annunciato dalla stampa
Il gruppo si soglie nel 1990 e Capone intraprende la sua carriera da solista
Nel 1990 è in tour con Alan Sorrenti
Nal 1993 esce il suo primo CD dal titolo "Capone"
Nel 1995 esce il Q Disc  La foresta che contiene cinque brani prodotti anche dalla neonata etichetta Sciarap Autoproduzioni fondata da Capone
Nel 1997 esce Sciarap 002 il terzo disco co prodotto con la CNI
Nel 1999 esce Murmurii che promuove in tv nel corso dei programmi Taratatà (Rai Uno) condotto da Enrico Silvestrin e Marco Morandi, ancora a Help!, stavolta su Tmc2 e a Com'è (Tele+). Caterpillar il programma di Radio2 diffonde quotidianamente Core, uno dei brani di punta dell'album. RAI International dedica più di un'ora a Capone in Notturno Italiano.
Nel 1999 il produttore cinematografico Umberto Massa (La Capa Gira, Pater Familias) affida a Maurizio Capone la creazione dello spettacolo teatrale Bungt & Bangt incentrato su strumenti nati da materiali riciclati ed oggetti d'uso comune per la regia di Raffaele Di Florio. Il debutto avviene il 31 marzo 2000 al csoa Officina 99. Il set è composto da bidoni della spazzatura, lattine, vecchie pentole, secchi di metallo di varie grandezze, tubi di plastica e di metallo, utensili da lavoro, bombole del gas, bottiglie, lamine di metallo. Il cast è composto da undici musicisti, percussionisti, performer.
Nei mesi successivi Maurizio Capone fonda Capone & BungtBangt che da quel momento diventerà il laboratorio creativo dove esprimere le sue esigenze di solista come cantante, compositore, e creatore di strumenti. Indirizzando i contenuti del progetto musicale anche verso la tutela dell'ambiente e delle aree disagiate.
Nel 2003 Capone & BungtBangt realizzano il primo album ufficiale, Junk!  (ed. Rai Trade) Capone crea i Bongattoli, lo Scatolophon, lo Yozoo, il Cazzuoton, la Mazzimba chew sono gli strumenti con i quali vengono suonati i brani di questo e dei futuri dischi.
Ad oggi sono più di ventisei gli strumenti creati da Maurizio Capone con materiali riciclati.
Nel 2004 è l'anno del primo video ufficiale della band: Uaiò per la regia di Francesco Patierno
Il brano Bungt & Bangt è la sigla del programma 28 Minuti  condotto da Barbara Palombelli su Radio Rai 2
Nel 2005 esce l'album Lisca di Pesce, la produzione artistica è di Gigi De Rienzo bassista e produttore di Nero a Metà di Pino Daniele. Il primo singolo e video è la title track dell'album Lisca di pesce
Nel 2005 esce il film ad episodi All The Invisible Children prodotto da Maria Grazia Cucinotta per l'Unicef con la partecipazione di 7 tra i più validi registi del panorama internazionale (Spike Lee, Emir Custurica, John Woo, Jordan e Ridley Scott, Kátia Lund, Stefano Veneruso, Mehdi Charef) Capone firma le musiche del segmento italiano, la band appare anche nel corso del film.
Nel 2007 Capone & BungtBangt partecipano al Festival di Sanremo come ospiti ne La Paranza di Daniele Silvestri durante la serata che la manifestazione dedica ai duetti
Nel 2008 Capone scrive il sequel di "Su di Noi" di Pupo a cui viene dato un nuovo titolo "Su di Noi...c'era una volta" e che raggiunge anche gli USA ed il Canada.
Sempre nel 2008 viene pubblicato un nuovo album: Dura Lex. Il singolo e video che lo lancia è Bello che raggiunge anche la vetta dell'Indie Music Like, la classifica italiana della musica indipendente
Il 2009 è l'anno di Come Suona il Caos il video corso on line condotto da Maurizio Capone che comprende 26 lezioni e si concluderà con un concerto all'Arenile di Bagnoli con 6000 partecipanti ed una premiazione dei migliori tra i partecipanti al corso che riceve due milioni di visite e diversi web award (TP Comunicare la Sostenibilità, PWI Italian Web Award, Interactive Key Award).
Nel 2010 per il decennale della band viene pubblicato Bio Logic, una raccolta di 21 brani con un inedito. Il video che lancia l'album è Un'Altra Canzone D'Amore
Nel maggio 2011 viene pubblicato Il Ballo del Por Pon Pof, un eco-ballo nel cui video c'è Germano Bellavia il "Guido" di Un Posto al Sole
Nel 2012 esce un nuovo singolo e video: Tu Come Lo Fai (ft. Nigga Thieuf)
Ancora 2012 un nuovo singolo e video la cover Around The World dei Daft Punk
Nel 2013 Capone & BungtBangt vengono invitati dai Negramaro come loro ospiti nei due concerti che la band salentina tengono negli stadi San Siro ed Olimpico
Nel 2014 un nuovo singolo Napule Simme Nuje (ft. James Senese), il video del brano viene realizzato dagli studenti dell'Accademia di Belle Arti di Napoli.
Nel 2015 pubblica il cd live Spazza Music Live tratto dall'omonimo festival tenutosi l'estate alla Mostra D'oltremare di Napoli, ospiti del disco Lucariello, Mariano Caiano dell'Orchestra Italiana, Bisca ed il rapper senegalese Nigga Thieuf
Nel 2016 esce il sesto album di Capone & BungtBangt Mozzarella Nigga ospiti del disco: Famoudou Don Moye ( batterista dell'Art Ensamble of Chicago), James Senese, Solis String Quartet, Nero Nelson, Daniele Sepe, Shaone, Dario Sansone (Foja), Elio 100gr (Bisca), Claudio Gnut, Oyoshe, Mc Mariotto, Matto Mc
Il disco nasce anche grazie ad un contributo popolare, un crowdfunding che in parte ne finanzia le spese di produzione.
Nel corso del 2016 Maurizio Capone è attivamente parte di Capitan Capitone ed i Fratelli della Costa, un collettivo di artisti napoletani.
Nel 2016 pubblica il video di Si Te Ne Vaje primo singolo estratto da Mozzarella Nigga
2017
- Entra a far parte dei Terroni Uniti un nuovo collettivo con oltre trenta musicisti e cantanti del nuova e vecchia scena napoletana.
- Pubblica il video Case Fracassate secondo singolo da Mozzarella Nigga per la regia di Demetrio Salvi
- Legambiente lo premia come Campione di Economia Circolare
- Viene presentato in anteprima al festival cinematografico Laceno D'Oro "A Mozzarella Nigga" il docufilm dedicato a Maurizio Capone per la regia di Demetrio Salvi

2018
- Viene nominato socio onorario di Musica Contro le mafie di Libera di Don Ciotti
- da dicembre è partito il tour di Gli Ultimi Saranno, un concerto che toccherà oltre trenta carceri italiani

2019
- A Maggio 2019 riceve il Premio Musica e Cultura Peppino Impastato insieme al sindaco di Riace Domenico Lucano
- Maurizio Capone & BungtBangt pubblicano White Black il nuovo singolo antirazzista che mette in relazione gli emigranti italiani ai nuovi migranti extracomunitari.
- Va in scena per il Napoli Teatro Festival Italia 2019 "Strativari" spettacolo di Capone & BungtBangt, Solis String Quartet con Iaia Forte. Regia di Raffaele Di Florio, soggetto di Stefano Valanzuolo

2020
- Capone & BungtBangt pubblicano il singolo e video"Le mani nel sole" in sostegno dei Fridays for Future per la regia di Ivano Leone con immagini del Global Strike tenutosi a Napoli il 29 novembre 2019. Il brano viene presentato durante il programma di Fiorello "Viva RaiPlay!"

2021
- partecipano al Festival di Stresa prestigiosa manifestazione musicale di musica classica in cui duettano con i Solisti Aquilani sulle note delle Quattro Stagioni di Vivaldi
- il 5 giugno per la Giornata della Terra esce il nuovo video e singolo di Capone & BungtBangt "Io sono...[1]"

2022
- Capone & BungtBangt sono invitati in diretta streaming alle celebrazioni che si tengono in Sudafrica per la morte dell'arcivescovo Desmond Tutu a cui partecipano tra gli altri anche la cantante Angélique Kidjo e Nomcebo

2023
- Esce il nuovo singolo Capille luonghe dedicato a Mahsa Amini la ragazza uccisa dalla polizia morale iraniana che ha dato il via al movimento Donne, Vita, Libertà

- Capone & BungtBangt vince con il brano Io Sono la neo sezione del "Premio Lunezia Canzoni Sostenibili", concorso ideato per stimolare il cantautorato italiano a esprimersi sul caso ambientale ed ecologista, evento patrocinato da Legambiente.

## Workshop, corsi e conferenze
Oltre che cantautore, musicista e fondatore dei Capone & BungtBangt, Capone si è reso noto come costruttore ed ideatore di strumenti musicali ricavati da materiali riciclati o d'uso comune, e ha voluto dare a questa esperienza un raggio d'azione estremamente ampio. Capone è capace di far suonare una quantità di oggetti come veri e propri strumenti musicali. Questa capacità oltre a sfociare nel progetto BungtBangt, ha dato a Capone la possibilità di entrare nel mondo della didattica.
Le esperienze pratiche partono dalla metà dagli anni ottanta quando capisce il valore della musica e l'importanza di comunicare la positività della propria esperienza a giovani meno fortunati. Nel 1985 si esibisce nei carceri minorili di Nisida, Filangieri ed Airola per proseguire nei primi novanta con iniziative a sfondo sociale nei centri di recupero per tossicodipendenti ed ottenere la qualifica di operatore sociale onorario dalla comunità Il Pioppo. Negli anni che seguono di particolare importanza è l'esperienza all'interno del carcere di Secondigliano dove Capone insegna musica ai detenuti permanenti, persone con condanne fino a quindici anni di reclusione.
La fondazione dei BungtBangt nel 2000 è il concretizzarsi di un laboratorio permanente che dà la possibilità a Capone di mostrare pubblicamente la sua idea della musica. Nel 2001 viene chiamato dal Comune di Pomigliano d'Arco a condurre un laboratorio musicale nella scuola elementare statale Buon Pensiero all'interno del quartiere popolare della 219. Quello che Capone intende insegnare ai bambini è quello che lui stesso ha imparato con lo studio di uno strumento musicale, l'autodisciplina, attraverso la quale i risultati sono superiori alle aspettative. Questo laboratorio è al tempo stesso un'orchestra permanente che suona e si esibisce in contesti di qualità. I “piccoli BungtBangt” si sono esibiti durante il premio Carosone 2003 davanti a cinquemila persone. Sono stati protagonisti del Trash Day, una giornata dedicata al riciclo, organizzata nell'anfiteatro di Sant'Anastasia con un pubblico di millecinquecento bambini e al teatro Gloria di Pomigliano suonano per Telethon.
Nel 2003 si attua il workshop di Capone riservato al Consiglio Comunale dei Ragazzi del comune di Pertosa, sull'utilizzo di rifiuti solidi urbani per la creazione di strumenti musicali; dal 2004 il laboratorio di Pomigliano D'Arco si avvale anche del patrocinio della Fondazione De Andrè. A tutto ciò vanno aggiunti i preziosi contributi dati da grandi maestri internazionali come Don Moye (batterista dell'Art Ensemble di Chicago) e Baba Sissoko che ormai ogni anno dal 2002 si uniscono a Capone per una settimana di seminari intensivi. Ed anche gli incontri con un maestro della tammorra, Vincenzo Ciccarelli, che ha dato modo ai bambini di conoscere uno strumento della loro cultura tradizionale. Il laboratorio di Pomigliano è stato oggetto di interesse da parte dei media, in particolare RaiSat e RaiEdu che hanno dedicato intere trasmissioni a Capone ed ai bambini della scuola Buonpensiero.
Nel 2004 Capone si è recato per due volte a Cuba dove ha avviato un laboratorio permanente con i bambini della Escuela de Arte nella città di Bayamo, fondando un gruppo di BungtBangt cubani per poi fonderli con i BungtBangt italiani in un unico grande gruppo e fare concerti in Italia e a Cuba.
Sulla base di queste esperienze nel 2005 Capone decide di racchiudere il suo pensiero in un Manifesto al quale darà il nome di Musicalismo, una vera e propria dichiarazione di intenti in quattordici punti, che chiarisce sinteticamente la filosofia che sottende la sua opera. Lo stesso anno è a Firenze per Nuovo e Utile, il festival della creatività ed innovazione, promosso dalla Regione Toscana con la direzione scientifica di Annamaria Testa.
Capone tiene anche diversi seminari e dibattiti all'interno dei circuiti universitari. Nel 2006 l'Università Federico II lo ospita nel seminario Educazione all'Ambiente ed alla Legalità diretto dalla Prof. Strollo all'interno delle attività della S.I.C.S.I. (la Scuola Interuniversitaria Campana di Specializzazione all'Insegnamento). L'intervento di Capone è presente anche nel saggio Traghettare il pensiero (Franco Angeli Edizioni). Nello stesso anno Capone dà vita ad un nuovo laboratorio nella scuola elementare e materna di Sant'Antimo dove fonda un'orchestra permanente, i Bum Bum Track, che si esibisce in manifestazioni a sostegno della legalità come ad esempio l'inaugurazione di Villa Bambù, edificio confiscato al boss Brancaccio, nel Quartiere Arenaccia di Napoli, ed affidato alla Fondazione a voce d'e creature di Don Luigi Merola. Nel 2007 partecipa al progetto Scuole Aperte organizzato dalla Regione Campania contro la dispersione scolastica nelle scuole medie e superiori.
Ancora nel 2007 in collaborazione con i gruppi territoriali Chanse, Manitese ed Assistenza e territorio partecipa al progetto Todos nòs - Tutti noi, per uno scambio interculturale tra il Grupo Pe No Chao proveniente dalle favelas della città di Recife in Brasile ed i ragazzi delle zone a rischio di Napoli, realizzando uno spettacolo teatrale e musicale tenutosi al Teatro Nuovo ed al Palasport di Ponticelli. Nel 2008 è vincitore di un PON in qualità di esperto esterno nella scuola elementare e materna "Don Milani" di Sant'Antimo, occupandosi della formazione delle insegnanti, dei genitori e di oltre quaranta bambini. A gennaio 2008 Capone viene di nuovo invitato dall'Università Federico II per tenere un seminario dal titolo Musica & Educazione nell'ambito delle attività della S.I.C.S.I. In aprile 2008 ancora coinvolto da Manitese nel Corso di Intercultura del ITC Mario Pagano.
- 2013 - la Piccola Orchestra BungtBangt partecipa al programma di Milly Carlucci Altrimenti ci Arrabbiamo in onda il sabato su Rai Uno

## Discografia

### Album

#### Come solista
- 1993 - Capone (BMG)
- 1995 - La Foresta (Sciarap/Flying)
- 1997 - Sciarap 002 (C.N.I./Sciarap)
- 1999 - Murmurii (C.N.I./Sciarap)
- 2003 - Folk Bass Spirit Suite con Capone, Don Moye e Baba Sissoko (Itinera/Egea)

#### Come "Capone & BungtBangt"
- 2003 – Junk! (C.S.M/Rai Trade distr. Edel Music)
- 2005 - Lisca di pesce (C.S.M./Camion/Sony)
- 2008 - Dura Lex (C.S.M./SELF)
- 2010 - Bio Logic (Sciarap/Edel Music)
- 2015 - Spazza Music Live (Sciarap)
- 2016 - Mozzarella Nigga (Sciarap/Full Heads/Audioglobe)

### Singoli

#### Come solista
- 1993 - O Boss + In Italia
- 1993 - Fratello Mi Sarà + 'O Sang' è Sang
- 1994 - 'O Boss remix by Kwanzaa Posse (cd singolo e vinile)

#### Come "Capone & BungtBangt"
- 2002 - Bungt e Bangt
- 2003 - Uaiò
- 2005 - Lisca di pesce
- 2005 - Come il sole
- 2006 - Su di noi... c'era una volta
- 2007 - 6
- 2008 - Bello
- 2011 - Il Ballo del PorPonPof
- 2012 - Tu Come lo Fai
- 2012 - Around the World (daft punk junk rmx)
- 2014 - Napule Simme Nuje (ft. James Senese)
- 2016 - Si Te Ne Vaje
- 2017 - Case Fracassate (ft. Solis String Quartet)
- 2019 - White Black
- 2019 - Le Mani Nel Sole (ft. Fridays For Future)
- 2021 - Io Sono...
- 2023 - Capille luonghe

### Compilation
- 1994 - 2 × 3 = 94 - Compilation di Mucchio Selvaggio
- 1994 - Cantanapoli Antifascista - Compilation della Flying Records
- 1995 - Sotto Tiro - Compilation di Amnesty International
- 1997 - C.N.I. 1 - Compilation
- 1997 - Olis music – Compilation
- 1998 - L'Unità -  Sotto il Vesuvio – Compilation
- 1999 - Fango – Compilation di Legambiente
- 1999 - C.N.I. 2 – Compilation
- 2004 - Around Med Night – Compilation Chilloutmed
- 2004 - Linea Blu – Compilation Raï
- 2005 - La Fantastica Storia del Pifferaio Magico
- 2009 - Funkinitalia – Compilation della scena funky italiana
- 2010 - Cafè do Friariell – Compilation a cura di Gianni Simioli
- 2010 - Anthologia Funk – Antologia del funky italiano prodotta dalla Cramps
- 2014 - Cafè do Friariell – Compilation a cura di Gianni Simioli
- 2017 - Remembering gli Showman & Mario Musella
- 2020 - Full Heads - Ten Years
- 2021 - Napoli Hearts
- 2021 - Napoli Hearts, Vol. 2
- 2021 - Napoli Herarts, Vol 3
- 2022 - Napoli Sound System, Vol. 4

### Colonne sonore
- 1985 - Blues Metropolitano - film regia di Salvatore Piscicelli
- 1987 - Scugnizzi - film regia di Nanni Loy
- 1994 - I pavoni - film (regia di Luciano Manuzzi)
- 2005 - All the Invisible Children - film (regia di Spike Lee, Emir Kusturica, John Woo, Ridley Scott, Stefano Veneruso)
- 2008 - Migranti in Parma – documentario (a cura dell'Assessorato politiche Sociali Comune di Parma)
- 2008 - Uno Scippo – cortometraggio regia di Alfonso Postiglione
- 2010 - Caravaggio, L'esilio di un uomo alla ricerca di Dio – opera teatrale (scritta da Richard Vetere)
- 2011 - Itali@mbiente, il film nato sul web – film (prodotto da Telecom Italia)
- 2013 - Sodoma - L'altra faccia di Gomorra - film regia Vincenzo Pirozzi
- 2021 - Serenè - webserie regia di Brando Improta
- 2021 - Man Kind Man - documentario regia di Iacopo Patierno, prodotto da Jacopo Fo

## Videoclip

### Come solista
- 1994 - Fratello mi sarà (regia di Tony Ponticiello)
- 1999 - Pelli scure (regia di Sheila McKinnon)

### Come "Capone & BungtBangt"
- 2003 - Uaiò ft. Patrix Duenas (regia di Francesco Patierno)
- 2005 - Lisca di pesce (regia di Capone & BungtBangt)
- 2008 - Bello (regia di Alex Tresa)
- 2009 - Project ReEvolution (regia di Pino Sondelli)
- 2010 - Un'Altra Canzone d'Amore (regia di Dagon Lorai)
- 2010 - Blokko del Traffico (regia di Alessandro Paradiso)
- 2011 - Il Ballo del PorPonPof (regia di Claudio D'Avascio)
- 2012 - Tu Come Lo Fai ft. Thieuf (regia Nello Sciarrone)
- 2012 - Around the World (daft punk junk rmx) (regia Mauro Russo)
- 2014 - Napule Simme Nuje ft. James Senese (regia Mediaintegrati, Accademia Belle Arti Napoli)
- 2016 - Si Te Ne Vaje (regia Mr Paradais)
- 2017 - Case Fracassate  ft. Solis String Quartet e Gnut (regia Demetrio Salvi)
- 2018 - White Black (regia Demetrio Salvi)
- 2019 - Le mani nel sole, ft. Fridays For Future (regia Ivano Leone)
- 2021 - Io sono... (regia Frè)
- 2023 - Capille luonghe

## Cinematografia
- 1984 - Blues metropolitano (regia di Salvatore Piscicelli)
- 1987 - Scugnizzi (regia di Nanni Loy)
- 2002 - Angelo il custode (fiction di Rai Uno con Lino Banfi)
- 2004 - ‘Na Cucchiara (regia di Fioravante  Rea)
- 2005 - All the Invisible Children - film (regia di Spike Lee, Emir Kusturica, John Woo, Ridley Scott, Stefano Veneruso)
- 2007 - Dispersi (web fiction di Federico Torre)
- 2008 - Come suona il caos - web documentario (regia di Luca Leoni)
- 2017 - A Mozzarella Nigga - Documentario sui Maurizio Capone, regia Demetrio Salvi